# Trophée NHK 2020
Navigation
Édition précédente Édition suivante
Le Trophée NHK (NHK杯国際フィギュアスケート競技大会) (en anglais : NHK Trophy) est une compétition internationale de patinage artistique qui se déroule au Japon au cours de l'automne. Il accueille des patineurs "amateurs" de niveau senior dans quatre catégories: simple messieurs, simple dames, couple artistique et danse sur glace. Exceptionnellement pour cette édition 2020, il n'y a pas de compétition pour les couples artistiques, en raison d'un manque de concurrents.
Le quarante-deuxième trophée NHK est organisé du 27 au 29 novembre 2020 au Namihaya Dome de Kadoma dans la préfecture d'Osaka. Il est la quatrième et dernière compétition du Grand Prix ISU senior de la saison 2020/2021.
En raison de la pandémie de Covid-19, un grand nombre de modifications sont apportées à la structure du Grand Prix. Les concurrents ne comprennent que des patineurs du pays d'origine, des patineurs s'entraînant déjà dans le pays hôte ou des patineurs affectés à cet événement pour des raisons géographiques. Contrairement au Skate America et à la Coupe de Chine, l'événement ne se tient pas à huis clos[réf. nécessaire].

## Résultats

### Messieurs
| Rang    | Nom                  | Pays  | Points | Programme court | Programme court | Programme libre | Programme libre |
| ------- | -------------------- | ----- | ------ | --------------- | --------------- | --------------- | --------------- |
| 1       | Yuma Kagiyama        | Japon | 275.87 | 1               | 87.26           | 1               | 188.61          |
| 2       | Kazuki Tomono        | Japon | 226.62 | 2               | 83.27           | 3               | 143.35          |
| 3       | Lucas Tsuyoshi Honda | Japon | 217.56 | 3               | 79.22           | 6               | 138.34          |
| 4       | Keiji Tanaka         | Japon | 215.52 | 4               | 76.57           | 5               | 138.95          |
| 5       | Shun Sato            | Japon | 214.75 | 7               | 72.04           | 4               | 142.71          |
| 6       | Kao Miura            | Japon | 210.53 | 8               | 66.84           | 2               | 143.69          |
| 7       | Yuto Kishina         | Japon | 199.34 | 5               | 74.44           | 8               | 124.90          |
| 8       | Sōta Yamamoto        | Japon | 190.19 | 9               | 62.38           | 7               | 127.81          |
| 9       | Sena Miyake          | Japon | 185.50 | 6               | 74.34           | 9               | 111.16          |
| 10      | Nozomu Yoshioka      | Japon | 164.70 | 10              | 55.88           | 10              | 108.82          |
| Forfait | Mitsuki Sumoto       | Japon |        |                 |                 |                 |                 |

### Dames
| Rang | Nom              | Pays         | Points | Programme court | Programme court | Programme libre | Programme libre |
| ---- | ---------------- | ------------ | ------ | --------------- | --------------- | --------------- | --------------- |
| 1    | Kaori Sakamoto   | Japon        | 229.51 | 1               | 75.60           | 1               | 153.91          |
| 2    | Wakaba Higuchi   | Japon        | 200.98 | 2               | 69.71           | 4               | 131.27          |
| 3    | Rino Matsuike    | Japon        | 198.97 | 4               | 65.74           | 2               | 133.23          |
| 4    | Mai Mihara       | Japon        | 194.73 | 7               | 63.41           | 3               | 131.32          |
| 5    | Mako Yamashita   | Japon        | 186.13 | 3               | 67.56           | 7               | 118.57          |
| 6    | Mana Kawabe      | Japon        | 185.70 | 6               | 63.62           | 6               | 122.08          |
| 7    | You Young        | Corée du Sud | 181.73 | 12              | 55.56           | 5               | 126.17          |
| 8    | Yuhana Yokoi     | Japon        | 176.49 | 5               | 65.18           | 8               | 111.31          |
| 9    | Marin Honda      | Japon        | 162.57 | 9               | 58.30           | 11              | 104.27          |
| 10   | Tomoe Kawabata   | Japon        | 162.24 | 8               | 59.83           | 12              | 102.41          |
| 11   | Nana Araki       | Japon        | 162.15 | 10              | 57.45           | 10              | 104.70          |
| 12   | Chisato Uramatsu | Japon        | 162.14 | 11              | 56.45           | 9               | 105.69          |

### Danse sur glace
| Rang | Nom                               | Pays  | Points | Danse rythmique | Danse rythmique | Danse libre | Danse libre |
| ---- | --------------------------------- | ----- | ------ | --------------- | --------------- | ----------- | ----------- |
| 1    | Misato Komatsubara / Tim Koleto   | Japon | 179.05 | 1               | 70.76           | 1           | 108.29      |
| 2    | Rikako Fukase / Oliver Zhang      | Japon | 157.89 | 3               | 63.46           | 2           | 94.43       |
| 3    | Kana Muramoto / Daisuke Takahashi | Japon | 157.25 | 2               | 64.15           | 3           | 93.10       |

## Source
- (en) Résultats du Trophée NHK 2020 sur le site de l'ISU